# Christian Tramitz
Christian Tramitz (München, NSZK, 1956. július 29. –) német színész.

## Élete
Christian Tramitz, Paul Hörbiger híres osztrák színész unokája, művészettörténetet, filozófiát és színháztudományt tanult Münchenben. Az 1980-as évektől kezdve számos szinkronszerepet kapott: ő kölcsönözte a hangját többek között Matt Dillonnak, John Cusacknek és Jackie Channek.
Széles körű ismertséget a Bullyparade című műsorral szerzett. A sorozatot 1997-től hetente sugározta a ProSieben német kereskedelmi adó egészen 2002-ig. Műsorbeli két partnere két legjobb barátja, Michael Herbig és Rick Kavanian volt, akikkel rövid vicces, gyakran szóvicceken alapuló és közönség előtt felvett jeleneteket forgatott.
A nagy sikerű műsort követően saját sorozatot kapott a csatornán 2004-től kezdve, melynek címe Tramitz and Friends.
Eddigi legnagyobb sikerét a 2001-ben készült Manitu bocskora (Der Schuh des Manitu) című filmmel aratta, amelynek egyik szereplője volt. Az indiánfilmek paródiája 11,7 millió látogatójával minden idők legsikeresebb hazai filmjének számít Németországban, Ausztriában pedig minden idők legsikeresebb filmjének. Az alkotás jó néhány, a Bullyparade című tévéműsorból ismert figurát vonultat fel; játszik benne Kavanian és Herbig is.
2004-ben készült el A zűrhajó (/T/Raumschiff Surprise – Periode 1) című mozifilm, amely a klasszikus Űrszekerek (Star Trek) sorozatokat és filmeket figurázza ki. Figurái szintén jól ismertek a televíziós sorozatból. A Herbig-Tramitz-Kavanian nevével fémjelzett filmet Németországban összesen 9,9 millió néző látta.
2007-ben került a német mozikba egy 3D-s animáció Lizi & Yeti – Egy királysztori (Lissi und der wilde Kaiser) címen, amelyben régi társai mellett szintén szerepet vállalt.

## Filmjei

### A televízióban
- 1988 – Drei D
- 1995 – Der Höschenmörder
- 1996 – Der Bulle von Tölz – Tod am Altar
- 1997 – Der Bulle von Tölz – Bei Zuschlag Mord
- 1997–2002 – Bullyparade
- 2000 – Zwei Brüder – Mörderische Rache
- 2002 – Finanzamt Mitte – Helden im Amt
- 2002 – Was ist bloß mit meinen Männern los?
- 2003 – Crazy Race
- 2003 – MA 2412 – Die Staatsdiener
- 2004-től: Tramitz & Friends
- 2006 – Agathe kann's nicht lassen – Die Tote im Bootshaus
- 2006 – Die ProSieben Märchenstunde – Zwerg Nase
- 2006 – Die ProSieben Märchenstunde – Rotkäppchen
- 2006 – Zwei zum Fressen gern
- 2006 – Ladyland
- 2006 – Rettet die Weihnachtsgans
- 2007 – Die ProSieben Märchenstunde – Schneewittchen
- 2007 – Die ProSieben Märchenstunde – Des Kaisers neue Kleider
- 2007 – A kincses sziget (Die Schatzinsel)
- 2008 – H3 – Halloween Horror Hostel
- 2008 – Cobra 11 (Alarm für Cobra 11)
- 2008 – Der Täter
- 2009 – Notruf Hafenkante
- 2010 – Die Gipfelzipfler
- 2010 – Das blaue Licht
- 2011 – Stankowskis Millionen
- 2011–2015 – Heiter bis tödlich: Hubert & Staller
- 2016–2018 – Hubert & Staller
- 2019-től – Hubert ohne Staller (Hubert Staller nélkül)
- 2011 – Klarer Fall für Bär – Gefährlicher Freundschaftsdienst
- 2012 – SOKO 5113: Den Tod gibt's nicht umsonst

### A moziban
- 2000 – Erkan & Stefan
- 2001 – Manitu bocskora(wd) (Der Schuh des Manitu)
- 2004 – A zűrhajó (/T/Raumschiff Surprise – Periode 1)
- 2004 – 7 Zwerge – Männer allein im Wald
- 2006 – Französisch für Anfänger
- 2006 – 7 Zwerge – Der Wald ist nicht genug
- 2007 – Neues vom Wixxer
- 2007 – Lizi & Yeti – Egy királysztori (Lissi und der wilde Kaiser) (3D-s animáció)
- 2007 – Tell
- 2007 – Keinohrhasen
- 2008 – Falco – Verdammt, wir leben noch!
- 2008 – Freche Mädchen
- 2009 – Mord ist mein Geschäft, Liebling (Bud Spencerrel)
- 2010 – Jerry Cotton
- 2010 – 3faltig
- 2012 – Sushi in Suhl